# Emballonura monticola
Emballonura monticola es una especie de murciélago de la familia Emballonuridae.

## Distribución geográfica
Se encuentra en Indonesia, Malasia y Tailandia.